# Jánská (Praha)
Jánská ulice na Malé Straně v Praze je jednosměrná ulice vedoucí od spojnice ulic Šporkova a Jánský vršek západně k domu U Motů na čísle 317/7. 
Nazvána je podle bývalého kostela svatého Jana Křtitele ve Šporkově ulici č. 3. 
Významná stavba je zadní část Bretfeldovského paláce na čísle 2, který má hlavní vchod z Nerudovy ulice. V roce 1765 ho koupil Josef Bretfeld z Kronenburku, který tu shromáždil cenné knihy a umělecké předměty. Konaly se v něm plesy, koncerty a společenské události s významnými hosty, jakými byli například Wolfgang Amadeus Mozart, Giacomo Casanova ad.

## Historie a názvy
V středověku byla v prostoru ulice osada Obora u kostela svatého Jana Křtitele, první zmínka o něm je z roku 1141. Osada se stala součástí pražského města Malá Strana v roce 1654. Názvy ulice se měnily:
- první polovina 18. století - "Jánská hořejší"
- 1870 - "Jánská"
- 1940 - "Jana Nepomuckého"
- od roku 1945 - "Jánská".

## Budovy, firmy a instituce
- Dům U Zlatého sokola - Jánská 1, Šporkova 4[3]
- Kremlovský dům - Jánská 315/2[4]
- zadní část Bretfeldovského paláce - Jánská 240/2, Nerudova 33[5]
- Dům U Bílé vody - čp. 319/III Jánská 3, Šporkova 8[6]
- dům U Zeleného krále - Jánská 4, Nerudova 37[7]
- Dům U kameníků čp. 320/III - Jánská 5 (zadní fasáda), Šporkova 10, barokní dům z roku 1729, nazvaný podle majitele, Jana Ludvíka Krannera a jeho synů Josefa Ondřejem, Jana  Ludvíka, a vnuky
- Dům U Bílé řepy - Jánská 6, Nerudova 39[8]
- Dům U Motů - Jánská 7[9]
- Dům U Draka - Jánská 8[10]
- dům U Hlubokého sklepa - Jánská 10, Nerudova 45[11]
- Dům U Dvou slunců - Jánská 12, Nerudova 47[12]
- Dům U Bílé labutě - Jánská 14, Nerudova 49[13]
- Dům U Zeleného jelínka - Jánská 16, Nerudova 51[14]